# Liste der Biografien/Verl
Liste der Biografien |
Portal Biografien |
Personensuche
# |
A |
B |
C |
D |
E |
F |
G |
H |
I |
J |
K |
L |
M |
N |
O |
P |
Q |
R |
S |
T |
U |
V |
W |
X |
Y |
Z |
?
 
Va |
Vd |
Ve |
Vh |
Vi |
Vj |
Vl |
Vn |
Vo |
Vr |
Vs |
Vt |
Vu |
Vy
 
Vea |
Veb |
Vec |
Ved |
Vee |
Veg |
Veh |
Vei |
Vej |
Vek |
Vel |
Vem |
Ven |
Veo |
Veq |
Ver |
Ves |
Vet |
Veu |
Vev |
Vex |
Vey |
Vez
 
Vera |
Verb |
Verc |
Verd |
Vere |
Verf |
Verg |
Verh |
Veri |
Verj |
Verk |
Verl |
Verm |
Vern |
Vero |
Verp |
Verq |
Verr |
Vers |
Vert |
Veru |
Verv |
Verw |
Very |
Verz
Die Liste der Biografien führt alle Personen auf, die in der deutschsprachigen Wikipedia einen Artikel haben. Dieses ist eine Teilliste mit 47 Einträgen von Personen, deren Namen mit den Buchstaben „Verl“ beginnt.

## Verl
- Verl, Alexander (* 1966), deutscher Elektroingenieur

### Verla
- Verlaat, Frank (* 1968), niederländischer Fußballspieler
- Verlaat, Jesper (* 1996), niederländischer Fußballspieler
- Vërlaci, Shefqet (1877–1946), albanischer Ministerpräsident
- Verlage, Henning (* 1978), deutscher Musikproduzent und Keyboarder
- Verlaine, Paul (1844–1896), französischer LyrikerPaul Verlaine (1844–1896)

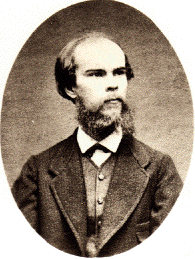
Paul Verlaine (1844–1896)

- Verlaine, Tom (1949–2023), US-amerikanischer Sänger, Gitarrist und Songwriter
- Verlan, Sascha (* 1969), deutscher Autor, Herausgeber und Journalist
- Verlander, Justin (* 1983), US-amerikanischer Baseballspieler
- Verlat, Charles (1824–1890), belgischer Maler

### Verle
- Verleger, August (1883–1951), deutscher Sozialpädagoge, Schriftsteller und Verleger
- Verleger, Jörn (* 1972), deutscher Sportfunktionär
- Verleger, Rolf (1951–2021), deutscher Medizinischer Psychologe, Hochschullehrer und Sachbuchautor
- Verleih, Waltraut, deutsche Rechtsanwältin und Verfassungsrichterin
- Verlemann, Josef (1882–1958), deutscher Politiker der CDU
- Verlet, Alice (1873–1930), belgische Sängerin und Gesangspädagogin
- Verlet, Loup (1931–2019), französischer Physiker
- Verlet, Raoul (1857–1923), französischer Bildhauer
- Verleun, Jan (1919–1944), niederländischer Widerstandskämpfer
- Verley, Bernard (* 1939), französischer Film- und Theaterschauspieler
- Verley, Patrick (* 1944), französischer Wirtschaftshistoriker
- Verley, Renaud (* 1945), französischer Film- und Theaterschauspieler
- Verleyen, Frank (1963–2019), belgischer Radrennfahrer
- Verleysen, Cathérine (* 1972), belgische Kunsthistorikerin

### Verlh
- Verlhac, Bernard (1957–2015), französischer Cartoonist und Pressezeichner

### Verli
- Verli, Aleks (* 1920), albanischer kommunistischer Politiker
- Verlič, Miha (* 1991), slowenischer Eishockeyspieler
- Verlin, Kreete (* 1997), estnische Leichtathletin
- Verlinde, Claude (1927–2020), französischer Künstler

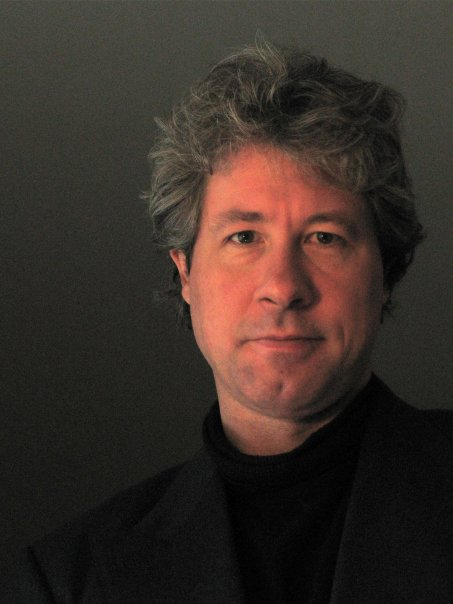
Erik Verlinde (* 1962)

- Verlinde, Erik (* 1962), niederländischer PhysikerErik Verlinde (* 1962)
- Verlinde, Herman (* 1962), niederländischer Physiker
- Verlinden, Annelies (* 1978), belgische Politikerin
- Verlinden, Charles (1907–1996), belgischer Historiker, Mediävist und Hochschullehrer
- Verlinden, Dany (* 1963), belgischer Fußballtorhüter und Torwarttrainer
- Verlinden, Gery (* 1954), belgischer Radrennfahrer
- Verlinden, Jan (* 1977), belgischer Fußballspieler
- Verlinden, Joeri (* 1988), niederländischer Schwimmer
- Verlinden, Julia (* 1979), deutsche Umweltwissenschaftlerin und Politikerin (Bündnis 90/Die Grünen), MdBJulia Verlinden (* 1979)

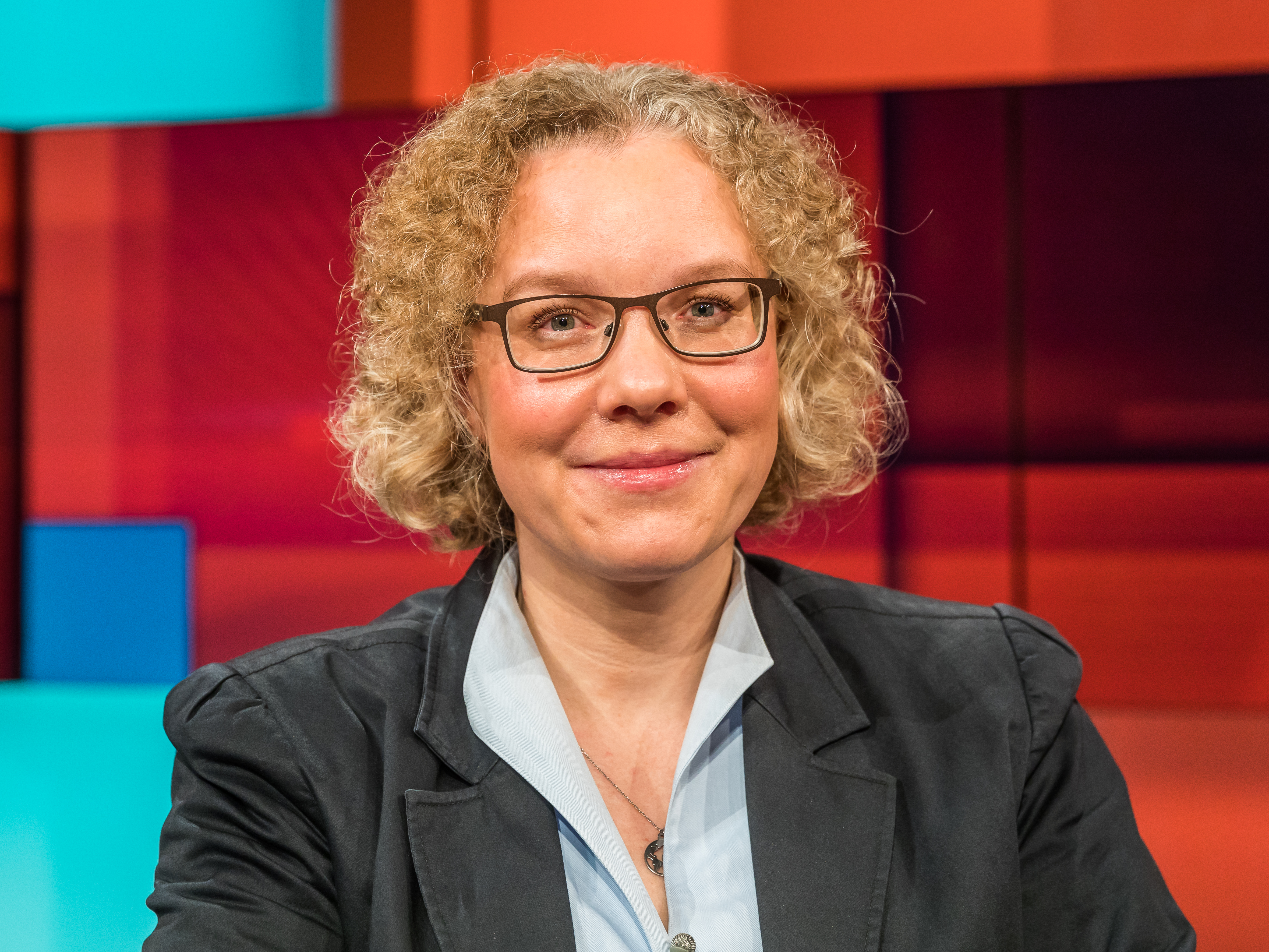
Julia Verlinden (* 1979)

- Verlinden, Laura (* 1984), belgische Film- und Theaterschauspielerin
- Verlinden, Thibaud (* 1999), belgischer Fußballspieler
- Verling, Hans (1916–1986), liechtensteinischer Briefträger, Beamter, Politiker und Sportfunktionär
- Verling, Robin (* 1974), liechtensteinischer Fussballspieler

### Verlo
- Verloge, Hilaire († 1734), flämischer Gambist und Komponist des Barock
- Verlohr, Wilhelm (1909–1989), deutscher Seeoffizier, zuletzt Kapitän zur See der Bundesmarine
- Verlohren, Adolf (1794–1854), preußischer Generalleutnant
- Verloo, Courtney (* 1991), US-amerikanische Fußballspielerin
- Verlooy, Elisabeth (1933–2012), belgische Opernsängerin (Sopran)